# Silene gracilis
Silene gracilis é uma espécie de planta com flor pertencente à família Caryophyllaceae.
A autoridade científica da espécie é DC., tendo sido publicada em Cat. Pl. Horti Monsp. 145 (1813).

## Portugal
Trata-se de uma espécie presente no território português, nomeadamente em Portugal Continental.
Em termos de naturalidade é nativa da região atrás indicada.

## Protecção
Não se encontra protegida por legislação portuguesa ou da Comunidade Europeia.